# Al Stewart
Alastair Ian "Al" Stewart (sinh ngày 5 tháng 9 năm 1945) là một ca sĩ tự sáng tác nhạc và nhạc sĩ nhạc dân ca người Scotland. Ông nổi tiếng trong phong trào làm sống dậy nhạc dân ca ở Vương quốc Anh trong thập niên 1960 và 1970. Ông phát triển thành một phong cách độc đáo phối hợp nhạc rock dân ca trộn lẫn với các nhân vật và những biến cố trong lịch sử.
Stewart được biết tới nhiều nhất 1976 qua bản nhạc đơn "Year of the Cat", cũng là tên một tựa đề của một đĩa nhạc đạt được đĩa bạch kim. Mặc dù Year of the Cat và đĩa bạch kim tiếp theo 1978 Time Passages mang lại cho Stewart những thành công thương mại lớn lao nhất, những đĩa nhạc trước đó như Past, Present and Future từ năm 1973 thường được xem là những bài hát tiêu biểu hơn cho lối nhạc folk-rock lịch sử đặc biệt của ông ta, một loại nhạc mà sau đó ông ta lại chơi trở lại trong những đĩa nhạc gần đây.
Stewart một nhân vật tiêu biểu trong nhạc vương quốc Anh và ông ta xuất hiện suốt khắp thời đại sống dậy của nhạc dân ca. He đã chơi tại Glastonbury Festival ngay từ lúc đầu vào năm 1970, quen biết Yoko Ono trước khi bà ta gặp John Lennon, ở chung một căn hộ ở London với Paul Simon lúc đó còn trẻ tuổi, và đã tổ chức những buổi trình diễn nhạc tại câu lạc bộ nhạc dân ca Les Cousins ở London trong thập niên 1960.
Stewart đã cho xuất bản 16 đĩa nhạc chơi tại studio và 3 đĩa nhạc live kể từ đĩa nhạc đầu tiên Bedsitter Images 1967, và tiếp tục đi trình diễn khắp mọi nơi ở Hoa Kỳ, Canada, Âu Châu, và dĩ nhiên ở Vương quốc Anh. Đĩa mới nhất của ông là Uncorked (Live with Dave Nachmanoff), được phát hành tại hiệu nhạc độc lập của ông, Wallaby Trails Recordings.
Stewart đã từng chơi nhạc với Peter White, Alan Parsons, Jimmy Page, Richard Thompson, Rick Wakeman, Francis Monkman, Tori Amos, và Tim Renwick, cũng như gần đây với Dave Nachmanoff và cựu nhạc sĩ guitar trưởng của ban nhạc Wings, Laurence Juber.